# ThinkGeek

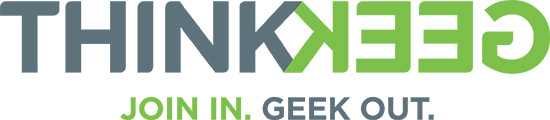
ThinkGeek logo

ThinkGeek was een internetwinkel (thinkgeek.com) met een funshopping assortiment, speciaal bestemd voor geeks. De webshop verkocht kleding, hardware, bureau-accessoires en andere gadgets.
ThinkGeek werd opgericht in 1999 en was gevestigd in Fairfax, Virginia, VS als zelfstandige onderneming. De Amerikaanse retailer GameStop kocht ThinkGeek in 2015 voor een bedrag van US$ 140 miljoen (US$ 20 per aandeel en US$ 37 miljoen in contanten). Op 2 juli 2019 verdween de originele website na een uitverkoop. Sindsdien wordt dit adres geredirect naar een pagina op GameStop, waar de naam ThinkGeek verder leeft met foto's van betere tijden. Op deze pagina is niets te koop en hij is niet vanuit GameStop te vinden.  
De producten hadden vaak een verwijzing naar internetcultuur, technologie, wetenschap of sciencefiction en hadden vaak een (voor geeks) grappig element. Voorbeelden waren een T-shirt met ingebouwde wifi-detector, synthesizer of opdrukken als There's no place like 127.0.0.1, π en LMAO, een R2-D2-pepermolen, een afstandsbediening in de vorm van een toverstaf zonder knopjes die door gebaren bediend wordt, hondenspeelgoed in de vorm van DNA of iPhone, een binaire klok, een 8 bitstropdas, eenhoornvlees, kraan- en douchewaterverlichting en een douchegordijn met het periodiek systeem erop. Een aantal artikelen uit het assortiment is gebruikt in de film Stay Alive.